# Ifugao

Provinsens läge i Filippinerna

Ifugao är en provins på ön Luzon i Filippinerna. Den ligger i Kordiljärernas administrativa region och har 185 100 invånare (2006) på en yta av 2 518 km². Administrativ huvudort är Lagawe.
Provinsen är indelad i 11 kommuner: Aguinaldo, Alfonso Lista, Asipulo, Banaue, Hingyon, Hungduan, Kiangan, Lagawe, Lamut, Mayoyao och Tinoc.
Den främsta sevärdheten i provinsen är Risterrasserna i Cordilleras, ett av Unescos världsarv.